# Épididymite
 Mise en garde médicale
L'épididymite est une inflammation de l'épididyme (située au sommet du testicule). On la distingue de l'orchite, qui est une inflammation du testicule, et de l'orchiépididymite qui est l'inflammation simultanée de l'épididyme et du testicule. Elle est le plus souvent d'origine infectieuse.

## Symptômes
La bourse est augmentée de volume, spontanément douloureuse et la peau est inflammatoire, rouge voire luisante. Les douleurs qui se sont installées progressivement, irradient vers l'aine le long du cordon spermatique. La pesanteur du testicule au fond de la bourse exacerbe la douleur alors que sa suspension contre l'abdomen la soulage (signe de Prehn positif),.
Il peut y avoir des signes associés d'infection régionale : douleur de la prostate, écoulement purulent signant une urétrite, brûlures à la miction, etc. Elle peut s'accompagner de fièvre.
À la palpation du testicule on perçoit une tuméfaction douloureuse au sommet du testicule caractéristique de l'épididyme enflammé.

## Causes principales
Dans la très grande majorité des cas l'épididymite est d'origine infectieuse. Typiquement chez l'homme jeune, l'épididymite est principalement due à Chlamydia trachomatis ou dans le cadre d'une gonorrhée (Neisseria gonorrhoeae), transmis par voie sexuelle ; tandis que chez l'homme plus âgé, ce sont des entérobactéries, transmises par voie urinaire rétrograde, qui sont retrouvées. Dans ce dernier cas, la contamination est favorisée par l'existence d'un obstacle en aval de la vessie (sténose urétrale, hypertrophie prostatique) ou par des manœuvres endo-urétrales (sondage, urétro-cystoscopie) qui peuvent faciliter la colonisation bactérienne. Plus rarement, il peut s’agir d’un acheminement par voie sanguine du virus des oreillons ou de bactérie comme une Brucella ou Mycobacterium tuberculosis,.

## Diagnostics positif et différentiel
L'impression clinique est complétée au minimum par un examen des urines comportant une bandelette urinaire (recherche de leucocyturie) et un examen cytobactériologique des urines avec antibiogramme permettant d'identifier le germe en cause. Des prélèvements urétraux, des sérologies et des hémocultures seront réalisés de façon complémentaires en fonction du tableau complet.
L'atteinte simultanée du testicule (orchite) est systématiquement recherchée. L'atteinte est bilatérale dans 10 % des cas.
La torsion du cordon spermatique est le principal diagnostic différentiel recherché car c'est une urgence chirurgicale absolue.

## Traitement
L'antibiothérapie probabiliste est débutée dès la bactériologie effectuée, puis adaptée en fonction des résultats de l'antibiogramme. L'antibiotique retenu est souvent identique à celui des prostatites et on utilise des quinolones en première intention. La durée doit être suffisamment longue, soit quatorze jours pour une épididymite simple ou trois semaines s'il existe une prostatite associée, voire jusqu'à six semaines s’il y a eu des antécédents identiques,.
L'usage d'un préservatif jusqu'à la fin du traitement est de règle, ainsi que le dépistage des partenaires. L'antalgie nécessite le port d'un suspensoir ou d'un slip serré, la prescription d'un repos et d'anti-inflammatoires non stéroïdiens.

## Complications
Non ou mal traitée, l'épididymite infectieuse peut diffuser et entraîner des complications locales (orchite, abcès, ischémie du testicule) ou chroniques (infertilité, atrophie du testicule).